# La Pantera Rosa (film 1963)
La Pantera Rosa (The Pink Panther) è un film statunitense del 1963 diretto da Blake Edwards e primo della serie omonima.

## Trama

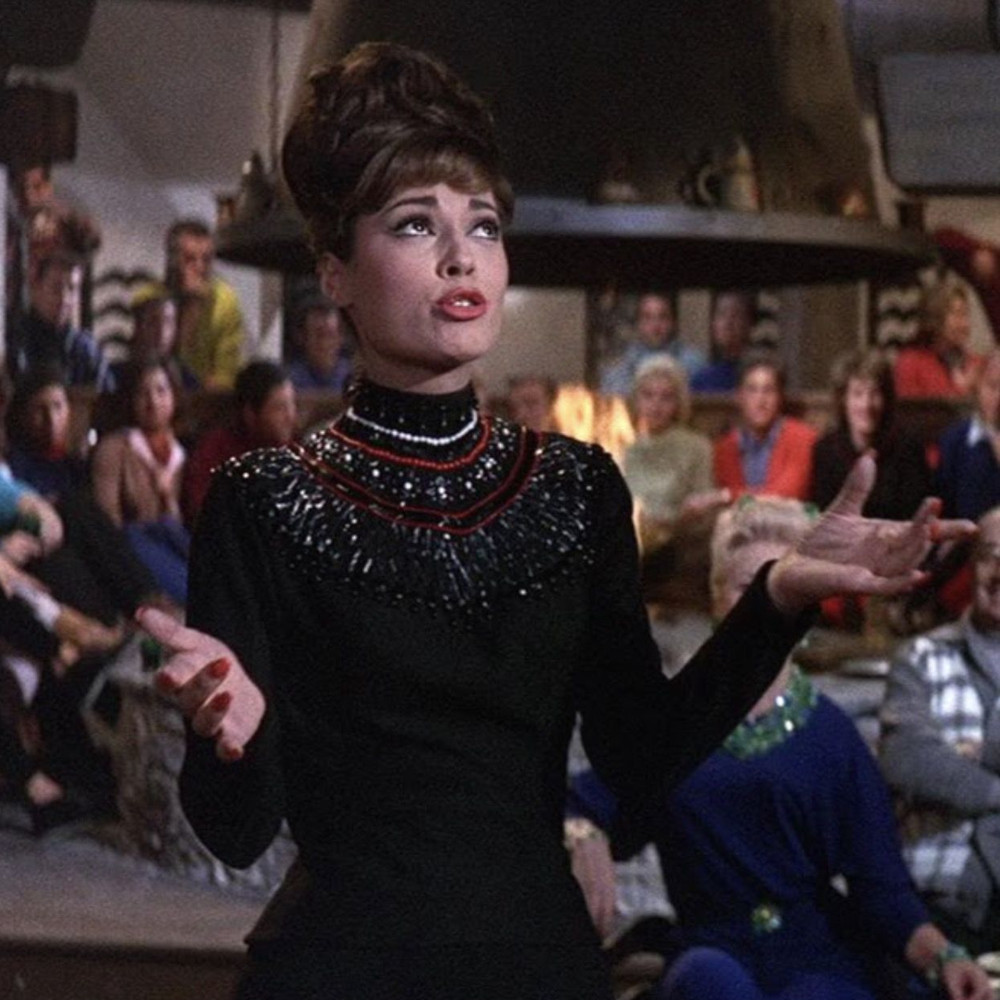
Fran Jeffries in una scena del film, si esibisce con il pezzo Meglio stasera

La principessa Dala, quando era ancora piccola, ricevette in dono dal padre il più grande diamante del mondo, la Pantera Rosa, così chiamata per un difetto: guardando sul fondo della pietra si nota una minuscola scoloritura rosa che ricorda una pantera nell'atto di spiccare un salto. 
Vent'anni dopo, alla morte del marajà e in seguito a un colpo di stato nel suo paese, Dala è costretta all'esilio. 
Mentre è in vacanza a Cortina, conosce il maturo playboy inglese sir Charles Lytton, ignorando che questi conduce una doppia vita: è infatti un ladro di gioielli, mai individuato ma noto in tutto il mondo come "La Primula" e ha messo gli occhi sulla Pantera Rosa. 
Inatteso, giunge al resort anche il nipote americano di sir Charles, l'impudente George, sommerso dai debiti, che si finge laureato e in procinto di entrare nel Peace Corps nella speranza di essere ancora mantenuto dallo zio.
Sulle tracce della Primula sta anche il goffo ispettore francese Jacques Clouseau, la cui moglie Simone è però amante di sir Charles e ricettatrice della Primula stessa. Per portare a compimento il piano criminoso della Primula, la donna deve far in modo di eludere la sorveglianza del marito e le attenzioni di George, che tenta di sedurla. Nel frattempo però, Lytton e Dala s'innamorano.
George e sir Charles, ognuno indipendentemente dall'altro, tentano poi di rubare il diamante durante una festa in costume, a Roma, ma la Pantera Rosa è invece già stata sottratta. Scoperti da Clouseau sulla scena del crimine, fuggono per le vie di Roma e sono entrambi arrestati al culmine di un frenetico inseguimento fra auto.
Simone chiede allora aiuto a Dala per evitare la condanna di sir Charles, scoprendo così che il furto è stato simulato dalla stessa principessa per evitare di consegnare il gioiello al governo rivoluzionario del paese dal quale fu esautorata. La principessa escogita quindi un piano per scagionare Lytton e, al processo, a sorpresa, la difesa chiama a deporre come proprio unico testimone l'ispettore Clouseau, al quale l'avvocato pone una serie di domande che finiscono per incastrarlo e farlo passare per la Primula. Clouseau s'innervosisce e, quando estrae dal taschino il fazzoletto per asciugarsi il sudore, ecco scivolar fuori la Pantera Rosa.
Clouseau è condotto in prigione e assalito da una folla di donne spasimanti della Primula, mentre Simone esprime a sir Charles il proprio rimorso per aver fatto condannare il marito. Lytton però la rassicura: al prossimo colpo della Primula, l'ispettore sarà scagionato. Da parte sua Clouseau, tradotto in carcere da due carabinieri, si toglie almeno la soddisfazione di avere tante ammiratrici, e perfino di ricevere la deferenza dei due militari che lo accompagnano, per le «sue» imprese.

## Produzione
L'attore scelto per il ruolo di Clouseau era inizialmente Peter Ustinov, che abbandonò il film pochi giorni prima dell'inizio delle riprese. Il ruolo fu quindi proposto, all'ultimo momento, a Peter Sellers. Sellers ed Edwards passarono i tre giorni rimanenti al loro primo ciak lavorando sul personaggio dell'ispettore francese. Da questa unione nacque la strana parlata e tutte le sue peculiari caratteristiche. La critica, divertita dalla goffaggine dell'ispettore Clouseau, diede il merito del successo del film a Sellers. Ne conseguì che il primo film, nato come commedia corale singola, diede il via a una lunga serie di pellicole incentrate sull'ispettore Clouseau.
Buona parte del film è stato girato a Cortina d'Ampezzo, mentre il carosello finale tra le auto avviene a Rocca di Papa.
I vestiti di scena di Capucine e Claudia Cardinale sono del celebre stilista Yves Saint Laurent.
Per i titoli di testa venne inventato il celebre personaggio animato omonimo, La Pantera Rosa, poi divenuta protagonista di una serie propria di cortometraggi animati. Le animazioni sono di Friz Freleng e David DePatie.
Nel film interpreta una parte episodica la cantante Fran Jeffries, che si esibisce con un brano, poi diventato un famoso pezzo swing, Meglio stasera, cantato in italiano nella versione originale (quindi non-doppiata) del film.
Compare inoltre, come comparsa, Wael Zuaiter, referente dell'OLP in Italia ucciso durante l'operazione "Ira di Dio" messa in atto dal Mossad per vendicare il massacro di Monaco.

## Distribuzione
Il film è uscito nelle sale statunitensi il 20 marzo 1964, in Germania Ovest il 19 dicembre 1963, in Italia il 18 dicembre 1963.
Nell'edizione americana del film, il regista Edwards assunse l'attrice Gale Garnett per dare la sua voce alla Cardinale.

## Riconoscimenti
- Nel 2010 è stato scelto per essere conservato nel National Film Registry della Biblioteca del Congresso degli Stati Uniti.[2]
- Il film è stato inserito nella lista stilata dal New York Times dei 1000 migliori film di sempre.[3]